# Svenska sparbanksföreningen
Svenska sparbanksföreningen bildades i september 1900 som ett samarbetsorgan för sparbanksrörelsen. I samband med sammanslagningen till Sparbanken Sverige 1992 övergick också föreningens verksamhet till den nya banken.